# Gnoien
Gnoien es un municipio situado en el distrito de Rostock, en el estado federado de Mecklemburgo-Pomerania Occidental (Alemania), a una altitud de 21 metros. Su población a finales de 2016 era de 2900 habs. y su densidad poblacional, 70 hab/km².